# Eckhard Lietzow
Eckhard Lietzow (* 1943) ist ein deutscher Vogelzüchter, Naturfotograf und Sachbuchautor.
1984, 1985, 1990, 1994, 1996 und 2000 war er beim Wettbewerb der Arbeitsgemeinschaft der Züchter von Großsittich- und Papageienarten in der Vereinigung für Artenschutz, Vogelhaltung und Vogelzucht (AZ) Bundessieger in der Kategorie Agapornis/Forpus. 1999 und 2011 wurde er mit dem Leopold-Keidel-Preis der AZ ausgezeichnet, 2007 erhielt er die Große AZ - Medaille Gold. Seit 2008 gehört er dem Ehrenrat der AZ an. Er publizierte regelmäßig in Vogelfachzeitschriften wie der Papageien, Gefiederte Welt oder der AZ-Vogelinfo.

## Veröffentlichungen
- Haltung und Zucht von Ruß köpfchen (Agapornis nigrigenis). In: PAPAGEIEN 8/97 (August)
- mit Jörg Ehlenbröker, Renate Ehlenbröker: Rotsteißpapageien - Eine Monographie der Pionus-Arten. Eigenverlag von Jörg Ehlenbröker 1997[3]
- mit Jörg Ehlenbröker, Renate Ehlenbröker: Agaporniden: Unzertrennliche. Stuttgart (Hohenheim): Ulmer 2001
- mit Jörg Ehlenbröker, Renate Ehlenbröker: Edelsittiche. Horst Müller Verlag, Bomlitz 2002
- mit Jörg Ehlenbröker, Renate Ehlenbröker: Agaporniden und Sperlingspapageien. 2010 Verlag Eugen Ulmer 978-3-8001-5431-9 (ISBN)